# Каменная Горка (станция метро)
«Ка́менная Го́рка» (бел. Каме́нная Горка) — станция Автозаводской линии Минского метрополитена, конечная на западном направлении. Самая загруженная станция метро в Минске — в среднем ей пользуется 117,4 тыс. человек в сутки.
Следующая станция на линии — «Кунцевщина».

## История
Возведение станции началось 5 июня 2001 года. Изначально открытие планировалось ко дню города в сентябре 2005 года, однако затем перенесено и состоялось 7 ноября 2005 года в составе пятого участка Автозаводской линии, который включал три станции.

## Конструкция
Колонная станция мелкого заложения, трёхпролётная, с круглыми колоннами. Оформление «Каменной горки» выполнено в современном стиле, в качестве отделочных материалов использовано несколько видов гранита и мрамора, нержавеющая сталь, установлены алюминиевые подвесные реечные потолки.

## Расположение
Входы на станцию расположены в подземных переходах под пересечением ул. Притыцкого, Кунцевщина и Лобанка. Конечная второй линии обеспечивает доступ к метро жителям микрорайонов Запад, Каменная Горка, Красный Бор, Кунцевщина и Сухарево.

## Пассажиропоток
В 2019 году через турникеты станции «Каменная Горка» прошли более 22,4 млн пассажиров. Станция является самой загруженной станцией минского метрополитена с момента своего открытия в 2005 году.
На выходах из станции работают маршруты наземного городского, пригородного и областного пассажирского транспорта. Городские автобусы и троллейбусы развозят пассажиров в жилые районы Каменная Горка, Сухарево, Запад и Кунцевщина. Отдельные маршруты следуют до Малиновки, Курасовщины и Западного промузла. Пригородные автобусы «Минсктранса», «Минскоблпассажиртранса» и частных перевозчиков (маршрутки) следуют от «Каменной Горки» до населённых пунктов Минского, Воложинского и Столбцовского районов.

## Интересные факты
- Самая западная станция метро в СНГ. Самой восточной станцией в СНГ является станция Новосибирского метрополитена Золотая нива.

## Галерея

Зал станции
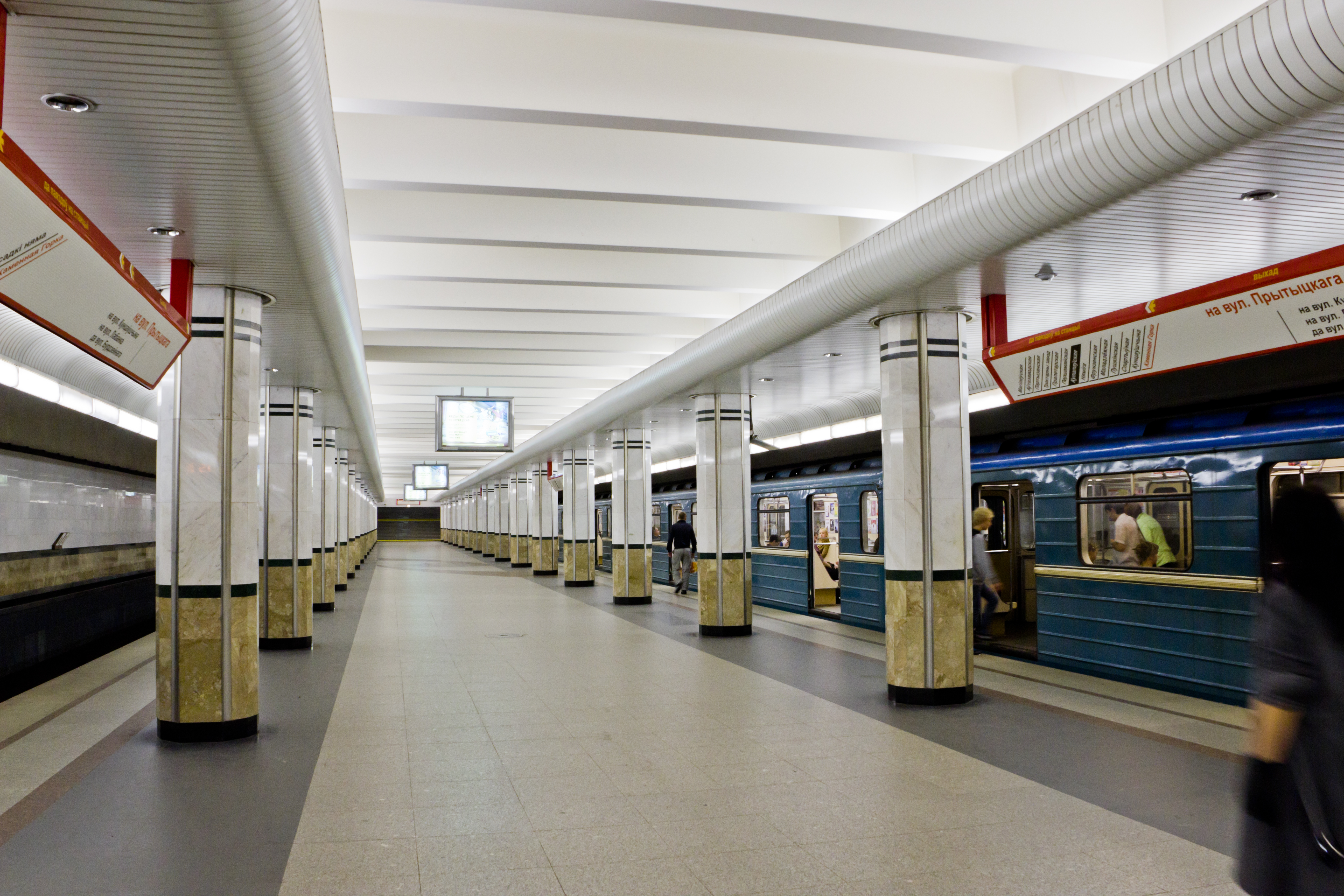
Зал станции с прибывшим поездом
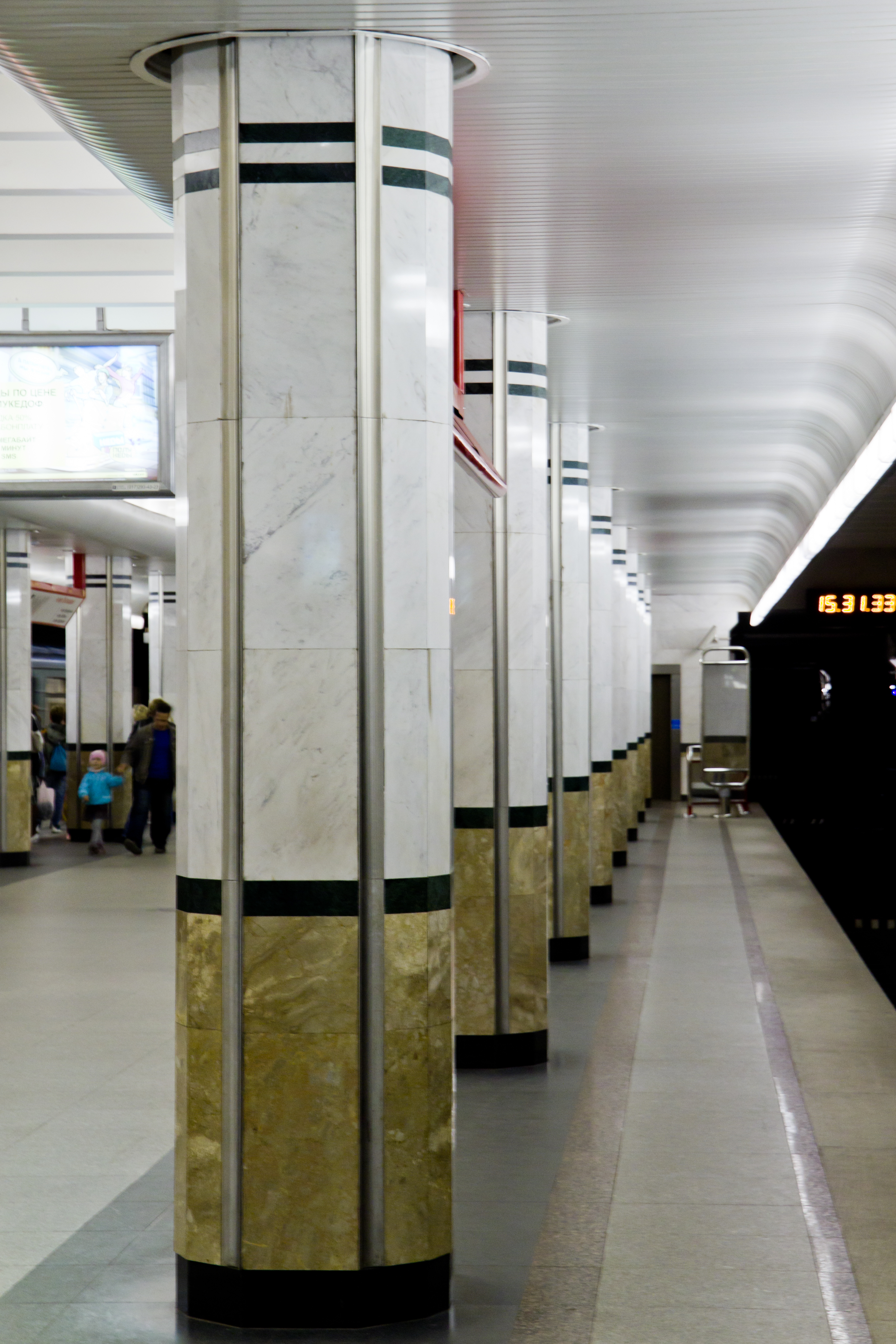
Колонны
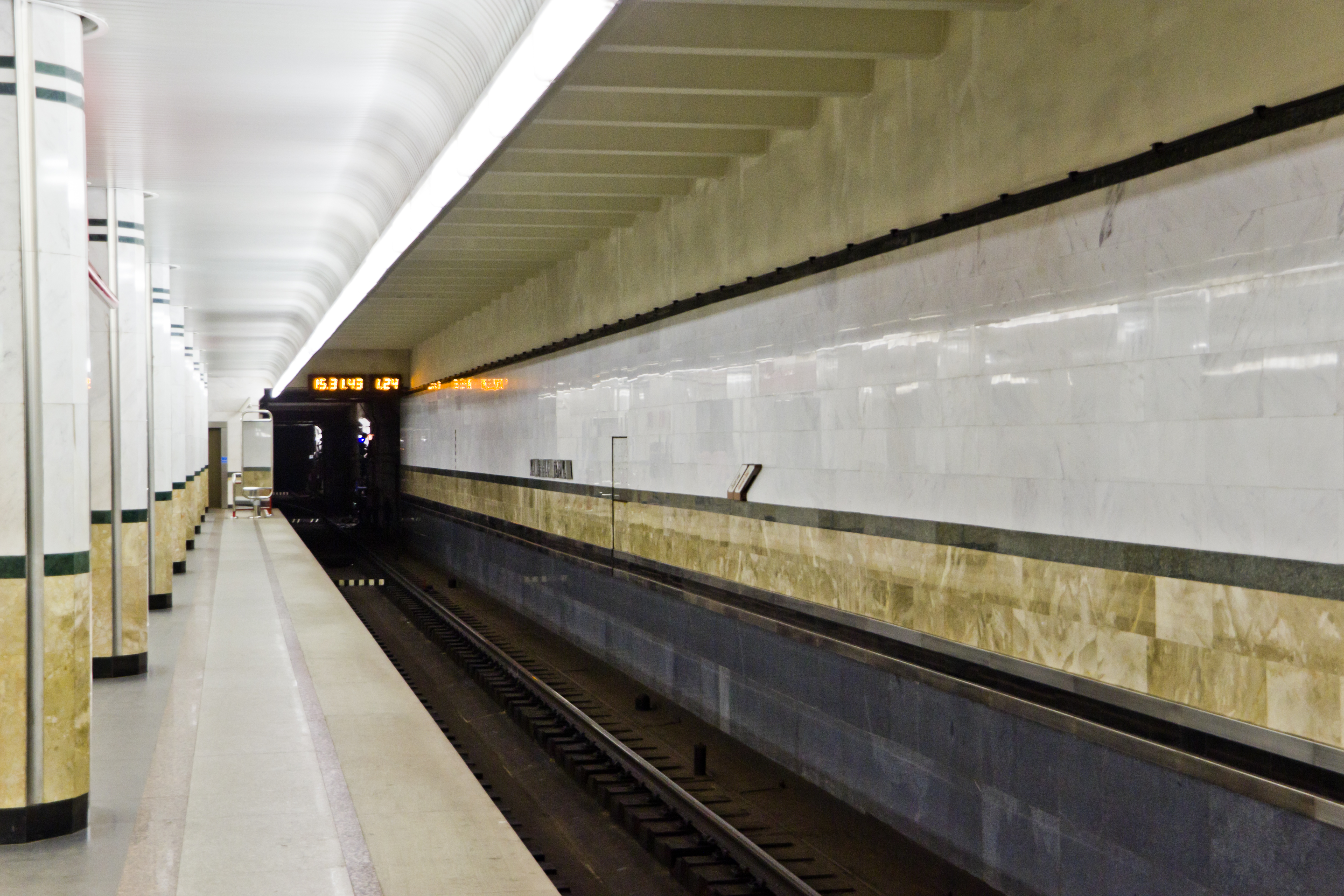
Путь в тупик
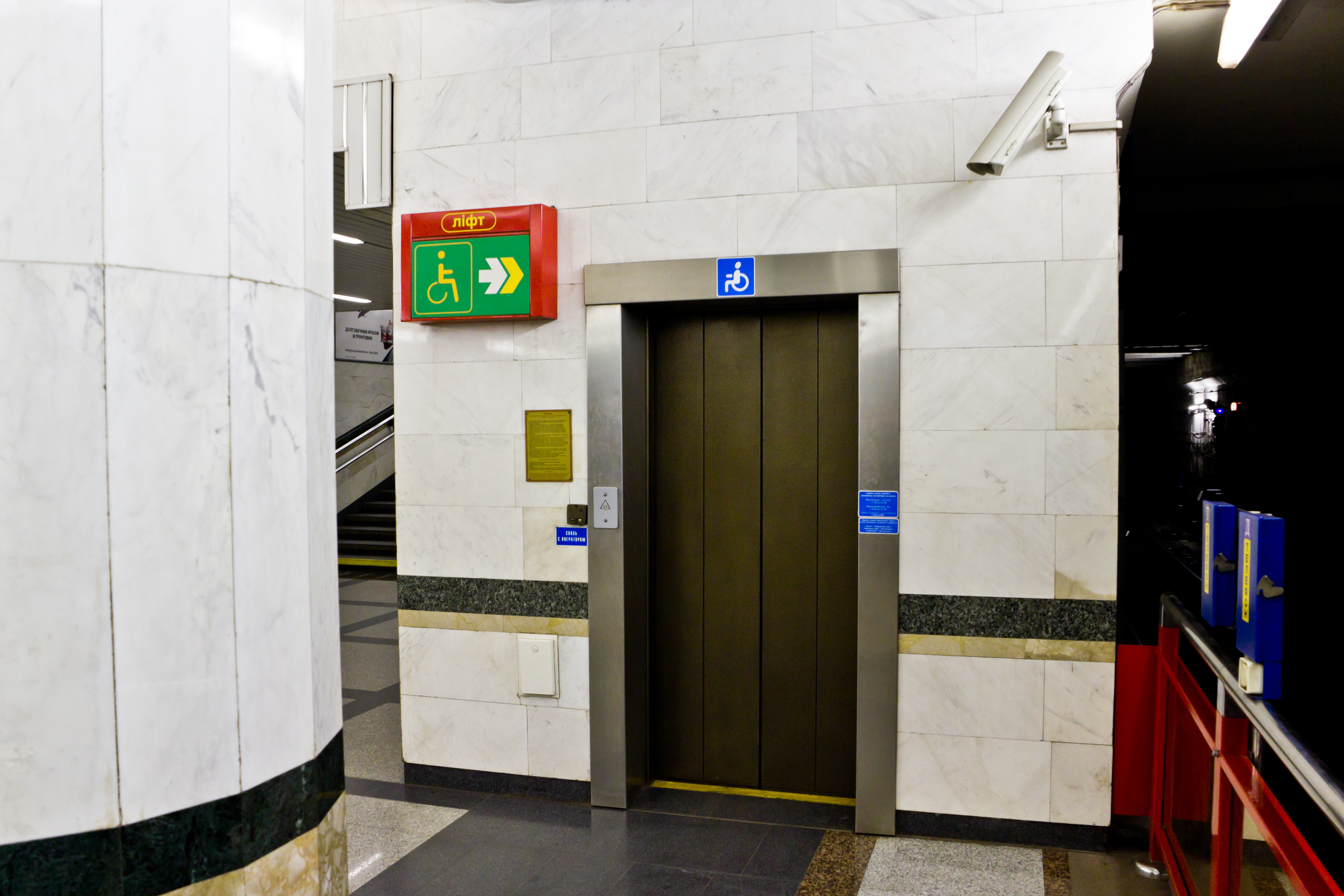
Лифт для инвалидов
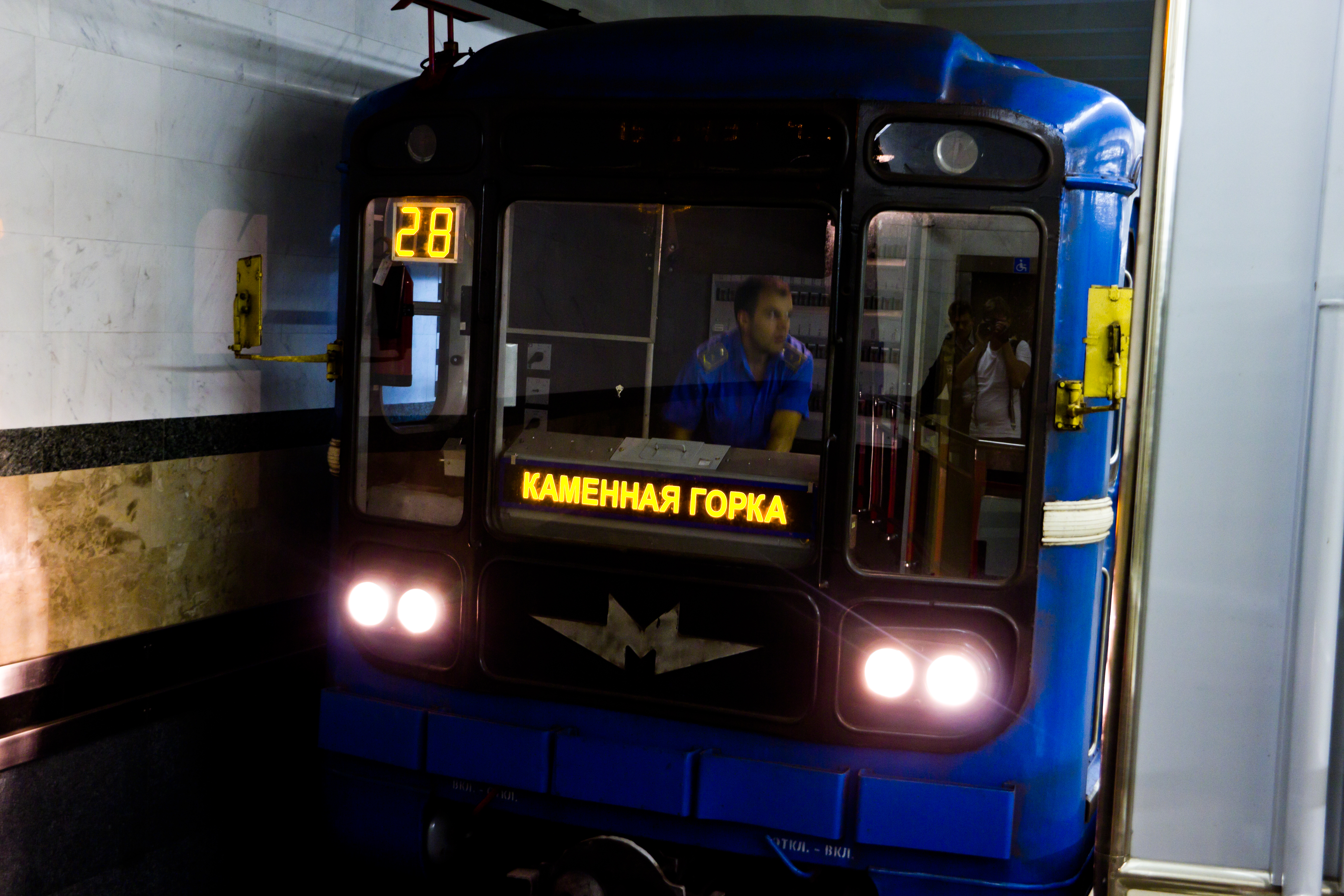
Прибытие электропоезда 81-717/714 на станцию